# Digitális lábnyom
Szűkebb és tágabb értelmezése:
- A digitális lábnyom fogalma azokra a jelekre, nyomokra vonatkozik, amelyek a felhasználó online jelenléte után maradnak, és amelyekből következtetni lehet a tevékenységére. A speciálisan az online környezetben keletkező nyomokat internet lábnyomnak, kiber- vagy digitális árnyéknak is nevezik.
- Digitális lábnyomok keletkeznek továbbá a mobiltelefonhasználat, a csillagpontos rendszerű kábelhálózaton történő TV nézés közben, még a biometrikus szenzorok látóterébe kerülve is - tehát minden digitális környezetben, ahol a felhasználó beazonosítására alkalmas adatok összefüggésbe hozhatók a tevékenységével.

## Keletkezése
Az első feljegyzés a témában Nicholas Negroponte "Digitális létezés" (Being digital) című, 1996-ban megjelent könyvéből származik. John Battele a "clickstream exhaust", míg Tim O'Reilly és Esther Dyson a "data exhaust" fogalmat használta a digitális lábnyom meghatározására.

### Szándékos és szándékolatlan nyomok
Tartalmazhatnak az érdeklődésre, helyre, időpontra, keresési eredményekre és kulcsszavakra, létrehozott vagy befogadott tartalmakra, érzékelők által felfogott jelekre vonatkozó adatokat. Ezek egy része csak mélységi kereséssel hívható elő, például az IP-cím alapján történő azonosítással, és a sütik használatának követésével. A regisztráció egy adott oldalon, az e-mailezés (a csatolmányokat is beleértve), videók fel- és letöltése ilyen tevékenységek.
A szándékos jelek egyszerű kereséssel is megtalálhatók: kommentelés, blogolás, saját internetes oldal létrehozása, közösségi oldalakon folytatott tevékenység stb.
A közösségi médiában a több kapcsolattal rendelkezők a közvetlen közlésen túl, több közvetett nyomot is hagynak maguk után, nyomaik száma valójában megsokszorozódik.

## Előnyök és félelmek
Az adatok könnyen, gyorsan összegyűjthetők, rendszerezhetők és akár a személy tudta nélkül felhasználhatók. A személyek intim szférája a szociális szférába vonódik be (lásd. Bruno Latour cikke 2007). A nyomok tanulmányozása a viselkedéskutatáshoz, a személyre szabott marketingakciók tervezéséhez, személyek megítéléséhez, illetve közvélemény- és piackutatásokhoz nyújt segítséget. Az adathalmaz lekérdezésének eredménye lehet egy adott személy hiteles élettörténete, a "lifelogging" (Kieron, Tuffield & Shadbolt 2009).
Elképesztő mértékben növekednek a rólunk szóló, a hozzánk köthető, a személyazonosításra alkalmas elektronikus információk, így gyakorlatilag képtelenség kontrollálni, ki, milyen adatokkal és az azokból levonható következtetésekkel, információkkal rendelkezik rólunk. Ez pedig alapvetően befolyásolja az emberek egymás közötti kommunikációját, hiszen nem tudjuk a másikról, hogy milyen mértékben is vagyunk kiszolgáltatva neki.
Természetesen mindez felvetődik az állami és piaci szervezetek, intézmények rólunk nyilvántartott adataival kapcsolatban is.